# Марк Педуцей Сеніан
Марк Педу́цей Сеніа́н (лат. Marcus Peducaeus Saenianus; I століття) — політичний і державний діяч часів Римської імперії, консул-суффект 89 року.

## Біографічні відомості
Походив з роду Педуцеїв, відомого ще за часів Римської республіки. Його батьком був або префект Єгипту 70 року Луцій Педуцей Колон, або прокуратор Азії за правління імператора Клавдія Луцій Педуцей Фронтон. Його братом імовірно був Квінт Педуцей Присцін, консул 93 року. 
У 89 році з травня по серпень обіймав посаду консула-суффекта разом з Публієм Саллюстієм Блезом. 
З того часу про подальшу долю Марка Педуцея Сеніана згадок немає. 

## Родина
- Дружина Педанія Квінтілла